# Bembidion graphicum
Bembidion graphicum är en skalbaggsart som beskrevs av Thomas Casey. Bembidion graphicum ingår i släktet Bembidion och familjen jordlöpare. Inga underarter finns listade i Catalogue of Life.